# Tajnay család
Magyarországi nemesi család, amely a Bars vármegyei Tajnáról származik. Ott épült  a család kastélya (1840), és ott található a család temetkezési kápolnája.

## Története
A Bars-várbeli népből (várjobbágyok) voltak, akik – feltehetőleg már a 13. század előtt – kitelepültek Tajnába (később Nemes-Tajna, Nagy-Tajna településrész). A királyi vár birtokából földet kaptak. A család őseinek Ivánka fiait Lukát és Zohovot tartják (Okleveles említés: 1275). Tajna várjobbágyi birtokai kikerültek a várszervezetből, s a nemesi vármegye kialakulásával a Tajnán birtokos várjobbágyok kisnemesi jogállásba jutottak (Okleveles említés: I. Lajos donációs levele (1357?). Tajnay Orbán és Mihály valamint fiai birtokaikért pereskedtek a Garamszentbenedeki apátsággal (1467/1471;1493)). A „Tajnán illetékes nemesek” egyezséget kötöttek a Tajnay családnév kizárólagos használatára. (1519) – I. Ferdinánd, majd I. Miksa megerősítette a Tajnayakat birtokukban, nemességükben és címert adományozott a családnak (1564/1568/1569). Nyitra Alsó városában két családbelit említ az 1582-es püspöki urbárium adólajstroma.
1611-ben Thainay Demeter tanúskodott Bakits Péter mellett, Révay Ferenc hűtlenségi perében felesége Forgách Zsuzsanna ellen. A 17. században a kisnemesi családból házasságok, főúri családoknál familiaritási szolgálatok és iskolai tanulmányok következtében ifjabb Tajnay György, majd fia János egyre nagyobb vagyonnal rendelkezett, főnemesi kapcsolatokra tettek szert. 1748-ban, illetve 1776-ban kihalt Tajnay György és Tajnay János családi ága is. Nyitra vármegyében a Tajnai másképp Fornószegi családnevű és a család egyéb ágai éltek. A szakolcai ág a 18. század elején halt ki.
A Bars vármegyébe visszatelepült Tajnay Pál utódai a 18. század új gazdasági helyzetében a folyamatosan gyarapodó birtokaikon korszerűbb gazdálkodást folytattak, nagybirtokossá lettek és kiemelkedtek a kisnemességből. A megyében köznemesi feladatokat láttak el, hivatalokat viseltek (szolgabíró, alispán, később főispán), a köznemességre jellemző életet éltek, politikai-közéleti szerepet vállaltak. A 18. és 19. század fordulóján Tajnay János és testvére Tajnay Antal megvásárolta a Torontál vármegyei tiszahegyes/szajáni földeket és ezzel a Tajnayak valóságos nagybirtokossá váltak. A tajnai-tiszahegyesi feudális latifundium a 19. századi Magyarország ismert és elismert gazdasága volt, a megnövekedett birtokra utalás a család előnevébe is bekerült: Tajnai és tiszahegyesi Tajnay.
Tajnai és tiszahegyesi Tajnay János fia, ifjabb Tajnay János Csongrád vármegye és Bars vármegye főispánja volt. Rövid ideig irányította a Maros alsó-szakaszának szabályozási munkálatait. Hirtelen halálával (1840) azonban fiágon kihalt a Tajnay családnak ezen ága és birtoka lánya Tajnay Ilona, Szklabinai és blathniczai báró Révay Simonnal történt házassága révén a Révay család birtokának része lett. A házassággal a Tajnay család a magyarországi arisztokrata családok közé került. Révay Simon és Tajnay Ilona fia gróf Révay Simon Tajnán, a család kastélyában élt, és a családja emlékezetében tartotta, ápolta a Tajnay ág történetét is. Ott született és nevelkedett három fia is (Révay István, Révay János, Révay József).

## Jelentősebb tagjai
- Tajnay György (1598–?)
- Tajnay Pál (?–?)
- Tajnay Péter (?-1585) Bars vármegyei szolgabíró[4]
- Tajnay Péter (17. század) Nyitra város főbírája[5]
- Tajnay András (1736–1804)
- Tajnay Antal (?–?)
- Tajnay János (?–1833)
- Tajnay János (1795–1840)
- Tajnay Ilona (1823–1912)